# 明日への扉 (ミュージカル)
『明日への扉』（あすへのとびら）は骨髄移植推進キャンペーンミュージカルである。
大阪での初演(1994年)から毎年、学校法人滋慶学園グループの専門学校生によって運営されており、2007年には第100回目の公演を迎えた。

## ストーリー
ミュージカルスターを目指している主人公・吉川ゆかりは、ミュージカル「明日への扉」の第1次オーディションに、ライバルの真弓・俊江・遥とともに合格する。4人は最終審査に向けて気持ちが高まり、練習に励む日々であったが、ある日練習中に、ライバルの遥が倒れて病院に運ばれる。彼女の体は病魔に侵されていたのだ。
病名は「慢性骨髄性白血病」。遥の病気はゆかり達の中にさまざまな波紋を広げる。親友である啓子の言葉に心を動かされ、ドナー登録をしたゆかりだったが、事態は思わぬ方向に。

## 主な登場人物
吉川ゆかり
ミュージカル「明日への扉」の主役・ハーミアの最終候補者のうちの一人。ミュージカルスターを目指す実力のあるダンサーだが、純粋に夢を追いかけるあまり、恋人の時雄との間にできた子供を失ってしまった過去がある。
園田遙
幼いころに観たバレエダンサーに憧れ、純粋に舞台を愛している。第一次オーディションに合格し、恋人の優二と幸せな日々を過ごしていたが、ある日練習中に病気によって倒れてしまう。
松本俊江
ミュージカルのスポンサー令嬢で、常に取り巻きのダンサーたちに囲まれている。遙の恋人である優二への切ない片思いを続けている。
井上真弓
ゆかりの後輩であり、遙の友人。ミュージカルの主役を射止めたいあまりに、審査員である大川の誘惑に応じてしまう。
佐藤啓子
ゆかりの親友。ゆかり達とともに第一次オーディションを受けるが、落選。ショックのあまりオーディション会場を飛び出したまま、行方を暗ましてしまう。
時雄
ゆかりの恋人。プロのダンサーを目指しているが、自分の実力に限界を感じている。ゆかりが自分との間にできた子供をダンスのために犠牲にしたことを引きずる。
優二
アーティストを目指してライブハウスで働いている。遙の恋人であり、彼女が病魔に倒れたことで、骨髄バンクへのドナー登録を求めて駆け回る。鈍感な性格であり、俊江の自分に対する気持ちには全く気づいていない。
達也
優二と同じライブハウスで働く青年。密かに俊江に想いを寄せているが、伝えられずにいる。
大川
「明日への扉」のオーディション審査員。舞台に関しての自分の著書を持つなど、実力者として有名な人物だが、実際は真弓を誘惑したり、スポンサー会社に媚びを売るなど、裏の顔を持つ。

## 過去の出演者
- 山﨑勝之　優二役
- 中原詩乃(2011年～2015年）松本俊江役など

## その他
- 2018年9月30日、 台風24号の影響により第161回公演が中止となった。[1]振替公演は行われず、前々日の最終リハーサルを公開ゲネプロとした。[2]